# Antoine Nivière-Chol

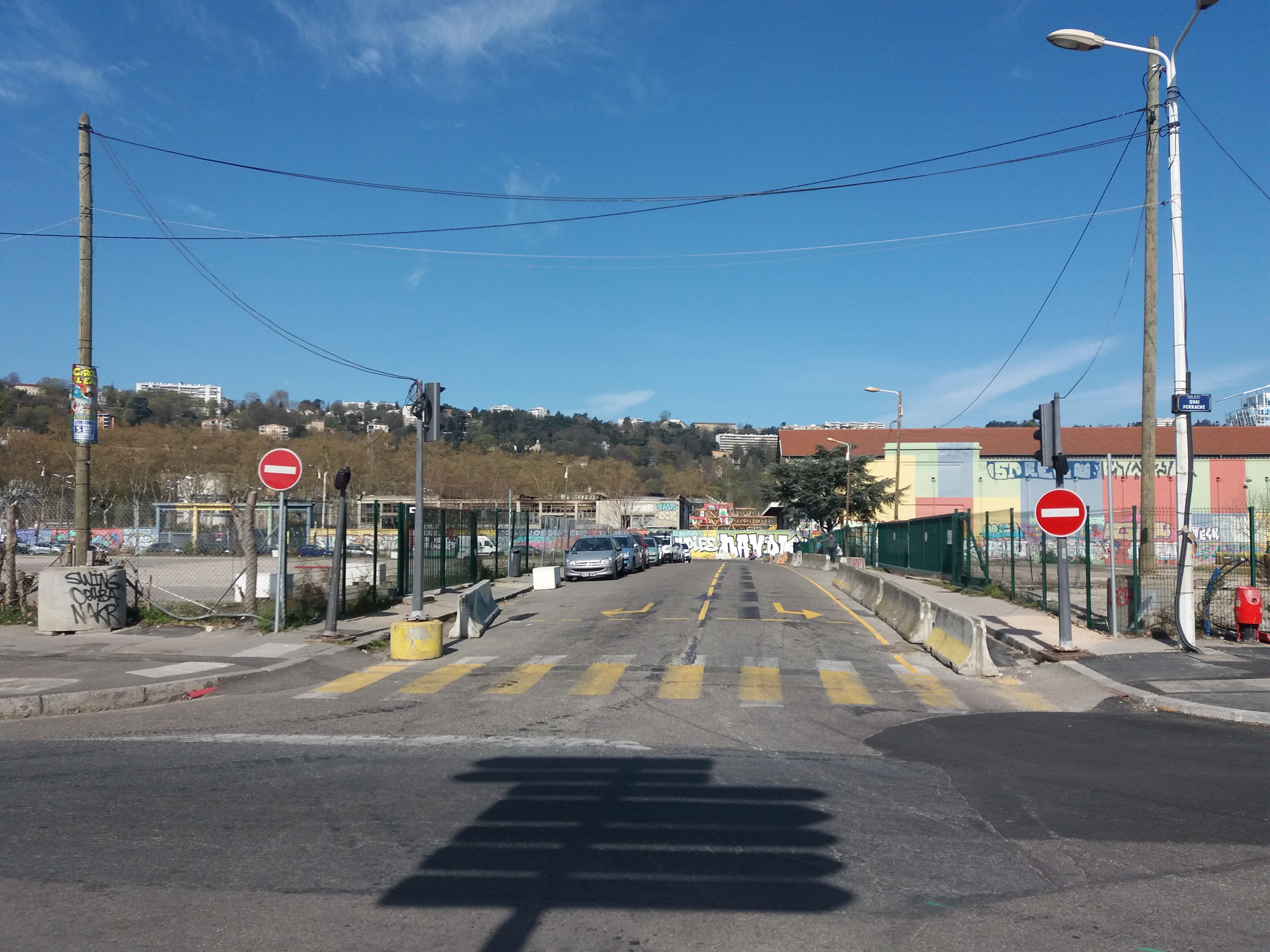
Rue Nivière-Chol, in Lyon (Frankrijk)

Antoine Nivière-Chol (Lyon, 14 september 1744 – Virieu-le-Grand, 3 mei 1817) was gedurende de kortste tijd ooit burgemeester van Lyon, in Frankrijk: 4 maanden, van 5 december 1792 tot 1 april 1793.

## Levensloop
Nivière-Chol werd geboren met de familienaam Nivière, in de stad Lyon in het koninkrijk Frankrijk (1744). Na zijn huwelijk met Jeanne-Victoire Chol voegde hij de naam van zijn echtgenote achter de zijne.
Ten tijde van de Franse Revolutie (1789) ging hij in de lokale politiek. Hij was wethouder van Lyon van december 1790 tot november 1792, onder het burgemeesterschap van Louis Vitet. Toen Vitet Lyon verliet om in het parlement in Parijs te zetelen, volgde Nivière-Chol hem op als burgemeester. Nivière-Chol kreeg harde tegenstand van de Jacobijnen, onder leiding van Marie-Joseph Chalier, oud-Dominicaan en zijdehandelaar. Chalier hield radicale voordrachten ten gunste van de arbeidersklasse in Lyon. In februari 1793 pleegden Chalier en medestanders een revolutionaire coup op het stadhuis van Lyon. Chalier noemde Nivière-Chol een landverrader. Nivière-Chol bleef in functie dankzij steun van de Garde Nationale. Het toegestroomde volk juichte wanneer Nivière-Chol terug het stadhuis betrad. Twee maanden later, in april 1793, lukte het de Jacobijnen wel om Nivière-Chol af te zetten als burgemeester. Het Schrikbewind, zoals deze in Parijs raasde, ontstond ook in Lyon. In juli 1793 stierf de Jakobijnenleider Chalier overigens onder de guillotine. Nivière-Chol nam de vlucht naar Zwitserland.
In 1795 keerde Nivière-Chol terug naar Lyon. Hij werkte als belastingontvanger in het Rhône-departement tot in 1807. Dan trad hij terug uit het publieke leven. 
De stad Lyon heeft een straat naar hem genoemd: de Rue Nivière-Chol. Deze ligt in het 2e arrondissement en loopt loodrecht op de Rhônekade Quai Perrache, nabij het station Perrache.